# Huy chương vàng AIA
Huy chương vàng AIA là giải thưởng của Hội Kiến trúc sư Hoa Kỳ (American Institute of Architects, AIA). Giải thưởng này được trao để ghi nhận đóng góp có ảnh hưởng xuống lĩnh mực thực hành và lý thuyết kiến trúc.
Đây là giải thưởng cao nhất của AIA. Kể từ năm 1947, giải thưởng này được trao đa phần là thường niên. Tuy nhiên, trong những năm gần này, giải thưởng AIA đã bị phủ bóng bởi giải thưởng Pritzker trong kiến trúc.
Danh sách các kiến trúc sư đoạt giải
- 1907: Sir Aston Webb (Anh)
- 1909: Charles Follen McKim (Mỹ)
- 1911: George Browne Post (Mỹ)
- 1914: Jean Louis Pascal
- 1922: Victor Laloux (Pháp)
- 1923: Henry Bacon (Mỹ)
- 1925: Sir Edwin Landseer Lutyens (Anh)
- 1925: Bertram Grosvenor Goodhue (Mỹ)
- 1927: Howard Van Doren Shaw (Mỹ)
- 1929: Milton Bennett Medary (Mỹ)
- 1933: Ragnar Ostberg
- 1938: Paul Philippe Cret (Pháp, Mỹ)
- 1944: Louis Henri Sullivan (Mỹ)
- 1947: Eliel Saarinen (Phần Lan, Mỹ)
- 1948: Charles Donagh Maginnis (Mỹ)
- 1949: Frank Lloyd Wright (Mỹ)
- 1950: Sir Patrick Abercrombie (Anh)
- 1951: Bernard Ralph Maybeck (Mỹ)
- 1952: Auguste Perret (Pháp)
- 1953: William Adams Delano (Mỹ)
- 1954: Không có giải thưởng
- 1955: William Marinus Dudok (Hà Lan)
- 1956: Clarence S. Stein (Mỹ)
- 1957: Ralph Walker (Mỹ)
- 1957: Louis Skidmore (Mỹ)
- 1958: John Wellborn Root (Mỹ)
- 1959: Walter Adolph Gropius (Đức)
- 1960: Ludwig Mies van der Rohe (Đức)
- 1961: Le Corbusier (Thụy Sĩ)
- 1962: Eero Saarinen (Truy tặng) (Mỹ)
- 1963: Alvar Aalto (Phần Lan)
- 1964: Pier Luigi Nervi (Ý)
- 1965: Không có giải thưởng
- 1966: Tange Kenzo (Nhật Bản)
- 1967: Wallace Harrison (Mỹ)
- 1968: Marcel Breuer (Đức)
- 1969: William Wilson Wurster (Mỹ)
- 1970: Richard Buckminster Fuller (Mỹ)
- 1971: Louis Kahn (Mỹ)
- 1972: Pietro Belluschi (Mỹ)
- 1973: Không có giải thưởng
- 1974: Không có giải thưởng
- 1975: Không có giải thưởng
- 1976: Không có giải thưởng
- 1977: Richard Neutra (Truy tặng) (Đức)
- 1978: Philip Johnson (Mỹ)
- 1979: Ieoh Ming Pei (Mỹ)
- 1980: Không có giải thưởng
- 1981: Joseph Lluis Sert (Tây Ban Nha)
- 1982: Romaldo Giurgola (Mỹ)
- 1983: Nathaniel Alexander Owings (Mỹ)
- 1984: Không có giải thưởng
- 1985: William Wayne Caudill (Truy tặng) (Mỹ)
- 1986: Arthur Charles Erickson (Canada)
- 1987: Không có giải thưởng
- 1988: Không có giải thưởng
- 1989: Joseph Esherick (Mỹ)
- 1990: E. Fay Jones (Mỹ)
- 1991: Charles Willard Moore (Mỹ)
- 1992: Benjamin C. Thompson (Mỹ)
- 1993: Thomas Jefferson (Truy tặng) (Mỹ)
- 1993: Kevin Roche (Mỹ)
- 1994: Sir Norman Foster (Anh)
- 1995: César Pelli (Mỹ)
- 1996: Không có giải thưởng
- 1997: Richard Meier (Mỹ)
- 1998: Không có giải thưởng
- 1999: Frank Gehry (Mỹ)
- 2000: Ricardo Legorreta (México)
- 2001: Michael Graves (Mỹ)
- 2002: Ando Tadao (Nhật Bản)
- 2003: Không có giải thưởng
- 2004: Samuel Mockbee (Truy tặng) (Mỹ)
- 2005: Santiago Calatrava, Tây Ban Nha